# Lielauce socken
Lielauce socken (lettiska: Lielauces pagasts) är ett administrativt område i Auce kommun i Lettland.